# Bittere Ernte
Bittere Ernte ist ein deutscher Spielfilm der polnischen Filmemacherin Agnieszka Holland aus dem Jahr 1985. Er entstand nach einem Roman von Hermann H. Field und Stanisław Mierzeński.

## Handlung
Der Film beginnt im Winter 1942/1943: Die deutsche Wehrmacht hat fast ganz Europa besetzt. Die jüdische Medizinstudentin Rosa Eckart aus Wien springt samt Ehemann und Sohn in Oberschlesien aus einem fahrenden Güterzug, der sie in ein Konzentrationslager bringen sollte. Auf der Flucht verliert sie beide aus den Augen und versteckt sich im Wald. Unterkühlt und geschwächt trifft sie auf den polnischen Bauern Leon, dem sie versucht Nahrung zu stehlen. Leon ist ein älterer Mann und Junggeselle. Er entschließt sich, die hübsche junge Frau zu verstecken und aufzupeppeln, denn sie leidet an Fieber. Gegen ihr Fieber kommen Schröpfgläsern zum Zuge, denn Aspirin ist nicht mehr zu bekommen. Leon ist ein erzkatholischer Mann, der eigentlich Priester hatte werden wollen, doch nach zwei Jahren auf dem Priesterseminar musste er den Familienhof übernehmen, denn sein Vater ist verstorben. Von seinem Priesterwunsch ist ihm nur der Zölibat geblieben. Leon leidet unter seiner Einsamkeit und ist dadurch auch für seine Nachbarschaft ein befremdlicher Mann geworden. Rosa wird schnell seine einzige Hoffnung, diesem einsamen Leben zu entfliehen.
Zu Beginn denkt sie noch darüber nach, zu fliehen. Doch aus einem Tag werden schließlich Wochen und Monate, die sie zwar im sicheren Versteck im Keller, doch in eigenartiger Beziehung verbringt. Während Rosa sich nach Freiheit und ihrer Familie sehnt, träumt Leon von Zweisamkeit. Leon trinkt regelmäßig bis zur Besinnungslosigkeit und wird ihr gegenüber übergriffig. Rosa ist von diesen Umständen sichtlich mitgenommen. Er lehrt sie das Evangelium, damit sie seinen Glauben annimmt (sich taufen lässt) und die beiden öffentlich heiraten können.
In einer Gaststätte wird er von einem Herrn Walden für eine „Tätigkeit fürs Vaterland“ angeworben: Er soll etwas über die Grenze ins Generalgouvernement schmuggeln. Er fragt Pauline, die ihn gern hat und die Schwester des Pfarrers ist; sie fliegt auf und wird erschossen wird.
Der untergetauchter Jude, der Herr Rubin, bietet Leon unter großer Not seinen Obstgarten feil, um für sich und seine Familie ein Versteck zu erkaufen, doch er lehnt aus vorgeschobenen Gründen ab, was Rosa mitbekommt, sie entsetzt und wütend macht. Leon beugt sich ihr zur Liebe und kauft den Obstgarten stark unter Marktwert.
Die alte Frau Kaminska ist gestorben und Leon wurde zum Testamentsvollstrecker eingesetzt, wenn er bis Kriegsende die Fürsorge für deren Tochter Eugenia (sie ist etwa im gleichen Alter wie Rosa) übernimmt, wofür er als Gegenleistung eine wertvolle Beteiligung am Erbe bekommt. Eugenia zieht zu Leon und soll ins Haus im Obstgarten ziehen, wo der Gemeindesekretär Maslanko, der das Kaufgeschäft zwischen Rubin und Leon eingefädelt hat, vom polnischen Untergrund erschossen dar liegt, weil er Rubin und drei andere Familien verraten hat. Eugenia will geschockt jetzt direkt zu Leon ziehen, weshalb er für Rosa ein neues Versteck finden muss. Rosa denkt, dass Leon sie mit Eugenia ersetzen will und an die Deutschen verraten will und nimmt sich das Leben.
Tage später trifft Leon auf Rubins Tochter Tuva und Rosas Ehemann, die beide im Untergrund leben. Er erzählt ihnen, dass Rosa bei ihm lebte, er sie liebte, sie aber fortgegangen sei, um nach ihrem Ehemann zu suchen, ein Kind hatte sie nicht dabei, wie er wahrheitsgemäß sagt. Er gibt Tuva das Restgeld, das er ihrem Vater für den Kauf des Obstgarten schuldete.
In der Schlussszene erreicht ihn ein Brief von Tuva aus New York: Sie bedankt sich wortreich bei ihm, weil sie und Rosas Ehemann nur wegen seines Geldes überlebt hätten, wie sie schreibt. Der Krieg habe den beiden alles genommen und wenn sich nichts ändert, werden sie im nächsten Jahr heiraten und ein neues Leben in der Neuen Welt anfangen. Leon blickt auf und schaut in die Sonne – so wie es Rosa immer tat, wenn sie mal sicher das Haus verlassen konnte.

## Filmzitat
Rosa: „Wisst ihr wirklich nicht, was in den Ghettos passiert?“
Leon: „Ja, in den Ghettos sind Juden.“
Rosa: „Ich bin auch Jüdin.“
Leon: „Aber wenn sie den richtigen Glauben annehmen werden, dann wird man ihnen Gott verzeihen.“
Rosa: „Aber es werden doch auch Polen verfolgt und Katholiken, sogar auch Kinder.“
Leon: „Die Menschen haben zu viel gesündigt. Jetzt ist die Zeit der Bewährung und der Sühne, danach wird die Zeit der Absolution kommen.“
Rosa: „Aber Sie haben mir geholfen, warum?“
Leon: „Ich hätte es nicht getan, wenn es Gott nicht gewollt hätte.“
Rosa: „Ich beneide Sie, um die Kraft und Einfachheit Ihres Glaubens, damit lässt es sich leichter leben.“

## Kritiken
„Eine intensive psychologische Studie über politischen Opportunismus im Widerstreit mit privatem Gefühl. Regisseurin Agnieszka Holland setzt die beiden ausgezeichneten Hauptdarsteller souverän und sensibel in Szene.“

## Auszeichnungen
Auf dem Internationalen Filmfestival von Montreal 1985 wurde Armin Mueller-Stahl für seine darstellerische Leistung als bester Schauspieler des Festivals ausgezeichnet. Der Film wurde außerdem 1986 für den Oscar in der Kategorie Bester fremdsprachiger Film nominiert.
Die Deutsche Film- und Medienbewertung FBW in Wiesbaden verlieh dem Film das Prädikat besonders wertvoll.